# Уездный предводитель дворянства
Уездный предводитель дворянства — выборный глава дворянства уезда Российской империи.
Избирался дворянским уездом на три года и служил без вознаграждения, что делало эту должность почётной. Уездный предводитель дворянства, кроме исполнения им собственно дворянских сословных обязанностей, был активно вовлечён в общегосударственную деятельность. Закон предусматривал членство и председательство уездного предводителя дворянства во множестве комиссий, осуществлявших власть в уезде. Должность уездного предводителя была особенно ответственной и потому, что административная система Российской империи не предусматривала единого руководителя и единой администрации на уездном уровне (в отличие от губернского). Уездный предводитель, член и председатель большинства уездных учреждений, оказывался связующим звеном между разрозненными учреждениями и де-факто главой уезда. После пребывания в должности в течение трёх трёхлетних сроков предводители получали чин V класса (статский советник).

## Дворянские выборы[1]
Дворянские выборы проводились во всех губерниях и областях Европейской России, кроме тех, где дворянство было настолько малочисленно, что не могло заполнить выборные должности (Архангельская, Олонецкая, Вятская, Пермская губернии и все регионы Сибири). В Вологодской губернии дворянские выборные должности были введены только в Вологодском, Грязовецком и Кадниковском уезде, а в Оренбургской губернии — только в Оренбургском и Троицком уездах.
В Северо-Западном крае, в порядке борьбы с преобладанием дворян польского происхождения, предводители дворянства назначались правительством. В губерниях Ковенской, Виленской и Гродненской назначение производил генерал-губернатор; в Витебской, Минской и Могилёвской — министр внутренних дел.
В Области Войска Донского вместо уездных предводителей дворянства были окружные.
Дворянские учреждения Остзейских губерний отличались от общероссийских, а также и друг от друга, сохраняя формы, установившиеся до включения этих территорий в Российскую империю. В Курляндской губернии существовали уездные предводители дворянства, избираемые по полностью другим правилам, в Лифляндской и Эстляндской губерниях такого поста в системе дворянских установлений не предусматривалось.
Кроме Европейской России, выборные дворянские учреждения существовали в Кутаисской, Ставропольской и Тифлисской губерниях Кавказского края.
В Царстве Польском, Кавказском крае (кроме указанных выше трёх губерний) и в Средней Азии дворянство не имело корпоративной организации, не могло организовывать дворянские собрания и выборы. Дворянские родословные книги в этих регионах вели губернские правления.
Всего, по состоянию на 1897 год, существовало 417 должностей уездных предводителей дворянства.
Уездные предводители дворянства избирались на губернском дворянском собрании (в просторечии называлось «дворянским съездом»), но только дворянами своего «стола» (то есть уездной секции). Если уездные дворяне не могли выбрать себе предводителя (все кандидаты отказались, все голоса против всех кандидатов), его выбирали для них все дворяне губернии. Предводители избирались на три года.
Избирательные требования к кандидатам в предводители были ниже, чем требовалось для права голоса на дворянских выборах. Кандидат должен был быть: потомственным дворянином, внесённым в родословную книгу именно этой губернии; быть 21 года или старше; не подвергаться суду за позорящие поступки. Требования, необходимые для права голоса — наличие цензовой собственности в губернии, наличие образования (как минимум среднего) или классного чина — к кандидатам в предводители не применялись.
Кандидатами считались все дворяне, участвующие в собрании, если они не объявили о своём отказе; а также те, кто имел право быть выбранным, но не участвовал в собрании, и известил собрание о своей кандидатуре письменно. Голосовали за всех подряд, если кандидаты набирали равное число голосов, избранный определялся жребием.
Второй по числу набранных голосов участник выборов становился кандидатом к уездному предводителю. Кандидат в дальнейшем никак не участвовал в деятельности дворянского самоуправления, но если предводитель оставлял свою должность или был длительно болен, кандидат занимал его место без выборов.
Избранные предводители дворянства утверждались в своих должностях губернаторами. Всякий избранный уездный предводитель в обязательном порядке превращался в кандидата на должность губернского предводителя дворянства на происходивших последними по порядку дел дворянского собрания выборах на эту должность.

## Должности и обязанности уездных предводителей[1]
Уездные предводители дворянства считались находящимися на действительной государственной службе. Уездные предводители дворянства, независимо от наличия у них классного чина, считались «зауряд» (на время нахождения в должности) чинами V класса (статский советник). По выслуге двух трёхлетий они утверждались в чине VI класса (коллежский советник), а по выслуге трёх трёхлетий — в чине V класса. Предводители не получали содержания, но имели право на пенсию.
Уездные предводители дворянства были полностью независимы от губернских предводителей дворянства.
Обязанности предводителя состояли из двух несвязанных частей — по дворянским делам он действовал как выборное лицо дворянского самоуправления, подчинённое только дворянству уезда в целом, по общегосударственным административным делам — как несменяемый чиновник, ограниченно ответственный перед губернатором.
Хотя законодательство Российской империи не предусматривало единого управления на уровне уезда, уездные предводители, возглавлявшие все уездные коллегиальные учреждения, на деле выступали как главы уездов.

### Сословные обязанности
- Председательство в уездном дворянском собрании. Уездные собрания, в отличие от губернских, имели малое значение, занимаясь только делами дворянской опеки и утверждением списка дворян.
- Участие в собрании предводителей и депутатов дворянства — распорядительном собрании, готовившем повестку для губернского дворянского собрания.
- Ведение списка всех дворянских родов уезда.
- Председательство в Дворянской опеке, сословном учреждении, управляющем имуществами сирот и недееспособных дворян.
- Предстательство, по уполномочию дворянства, о нуждах и пользах общественных.
- Управление дворянскими суммами (то есть сословной кассой).
- Участие в судейской коллегии суда с сословными представителями; суд с сословными представителями производился судебными палатами (суды второго уровня) по делам о тяжких государственных и политических преступлениях, уездные предводители вызывались в суд по очереди, по жребию.

### Общегосударственные должности и обязанности
- Председательство в уездном земском собрании, представительном органе уездного самоуправления[3].
- Участие в губернском земском собрании[4].
- Председательство в уездном съезде. Уездный съезд — одно из «установлений, заведующих крестьянскими делами», судебно-административная инстанция, контролировавшая земских начальников и городских судей. Уездные съезды были учреждены в 1893 году, вместо упраздняемых уездных по крестьянским делам присутствий. Присутствия, в свою очередь, были учреждены в 1874 году вместо упраздняемых съездов мировых посредников, учреждённых в 1859 году. Председателями всех этих предшествующих учреждений также были уездные предводители дворянства
- Председательство в уездном по воинской повинности присутствии[5].
- Председательство в уездной землеустроительной комиссии. Комиссия занималась землеустроительными работами, необходимыми для укрепления надельных земель крестьян в собственность, в рамках мероприятий аграрной реформы 1906 года[6].
- Председательство в уездной оценочной комиссии. Комиссии занимались контролем за работой по оценке земли и недвижимых имуществ (служившей базой для ряда государственных налогов и земских сборов), проводимой земствами[7].
- Председательство в уездном училищном совете. Совет занимался координацией работы всех учреждений, финансировавших и содержавших начальные училища (министерство народного просвещения, духовное ведомство, земства)[8].
- Председательство в уездном попечительстве детских приютов.
- Участие в губернском попечительстве детских приютов.
- Председательство в двух избирательных съездах: съезде землевладельцев и съезде уполномоченных от волостей, собираемых в ходе выборов в Государственную Думу, для избрания выборщиков в губернское избирательное собрание (см. Избирательная система 1907 года).
- Участие в уездном комитете попечительства о народной трезвости[9].
- Ведение списка лиц, которые могут быть назначены земскими начальниками.
- Председательство во временных комиссиях для составления очередных списоков присяжных заседателей по уезду.
- Проверка приговоров волостных и сельских сходов об удалении из крестьянских обществ порочных членов (практически означало высылку), после утверждения их земским начальником.
- Ревизия, по своему усмотрению, делопроизводства земских начальников, волостных и сельских управлений.

## Организация деятельности
Должность предводителя дворянства, почётная и неоплачиваемая, по традиции предназначалась для местных дворян-землевладельцев и не требовала полной занятости. Деятельность уездных учреждений была организована по месячным циклам, и требовала от уездного предводителя пребывания в уездном городе приблизительно одну неделю в месяц. Вначале происходил уездный съезд, наиболее загруженное делами собрание (в один день собиралось административное присутствие, в другой — судебное), а за ним собирались все периодически действующие комиссии, у которых оказались дела, требующие их созыва в этом месяце. Цикл участия в губернских учреждениях был годовым, и занимал около двух недель в году. Вначале собиралось губернское дворянское собрание, а за ним — земское собрание, имевшее с первым много общих участников.
Количество штатных чиновников в уезде было минимальным. Уездный предводитель имел небольшую штатную канцелярию, из собственного секретаря и делопроизводителя, отдельный секретарь был при уездном съезде.

## Учреждение и развитие должности уездного предводителя дворянства
Дворянское сословное самоуправление, и в том числе институт предводителей дворянства, возникло в эпоху Екатерины II. Первый раз уездные предводители дворянства упоминаются в 1766 году, должность была учреждена как постоянная (с выборами на 2 года) «Учреждением о губерниях» 1775 года, и подтверждена изданием «Грамоты на права, вольности и преимущества благородного российского дворянства» в 1785 году. Должность предводителя оставалась узко сословной до конца царствования Николая I; начиная с эпохи Великих реформ, к ней постепенно, по мере усложнения государственного устройства, присоединялись общегосударственные обязанности.